# المنظمة الدولية للإصلاح الجنائي
تأسست المنظمة الدولية للإصلاح الجنائي (المعروفة باسم PRI) في لندن عام 1989. وهي منظمة دولية غير حكومية تعمل على إصلاح العدالة الجنائية والجنائية في جميع أنحاء العالم.

## أنشطة
الهدف المعلن من المنظمة الدولية للإصلاح الجنائي هو تعزيز مجتمعات آمنة ومأمونة حيث يتم محاسبة الجناة، ويتم الاعتراف بحقوق الضحايا، وتكون الأحكام متناسبة والغرض الأساسي من السجن هو إعادة التأهيل الاجتماعي وليس العقاب.
المنظمة الدولية للإصلاح الجنائي لديها خمسة مكاتب في جميع أنحاء العالم. يقود المكتب الرئيسي لمنظمة PRI في لندن (المملكة المتحدة) وينسق برامجها الإقليمية والسياسات الدولية وأنشطة المناصرة. تنفذ مكاتبها الإقليمية في الشرق الأوسط وشمال إفريقيا وأوروبا الوسطى والشرقية وآسيا الوسطى وجنوب القوقاز برامج عملية وتقدم المساعدة الفنية على المستويين الوطني والإقليمي. تقدم PRI أيضًا حاليًا برامج من خلال شركاء في شرق إفريقيا وجنوب آسيا.
تتمتع المنظمة الدولية للإصلاح الجنائي بمركز استشاري لدى المجلس الاقتصادي والاجتماعي للأمم المتحدة، والاتحاد البرلماني الدولي، واللجنة الأفريقية لحقوق الإنسان والشعوب، واللجنة الأفريقية للخبراء بشأن حقوق ورفاه الطفل ومجلس أوروبا.
تنتج المنظمة الدولية للإصلاح الجنائي موارد معلومات لواضعي السياسات ووكالات العدالة الجنائية، بما في ذلك التقارير البحثية وإيجازات السياسات والمواد التدريبية. تشمل المنشورات برنامج «جعل القانون والسياسة يعملان» ومؤخراً، اتجاهات السجون العالمية، نظرة عامة سنوية على الاتجاهات والتحديات الحالية في السياسة والممارسة في مجالي العدالة الجنائية والعقوبات.

## التاريخ
تأسست منظمة PRI في عام 1989 على يد مجموعة من نشطاء العدالة الجنائية وحقوق الإنسان بعد سقوط جدار برلين. من بين الأعضاء المؤسسين أحمد العثماني، السجين السياسي والناشط التونسي السابق، والبارونة فيفيان ستيرن.
منذ إنشائها، عملت المنظمة الدولية للإصلاح الجنائي في الأمم المتحدة لتحسين القواعد والمعايير لتعزيز حماية حقوق الناس في أنظمة العدالة الجنائية.
وساعدت في التفاوض بشأن قواعد الأمم المتحدة لعام 2010 لمعاملة السجينات والتدابير غير الاحتجازية للمجرمات. بين عامي 2011 و 2015، شاركت في المفاوضات لمراجعة قواعد الأمم المتحدة النموذجية الدنيا لمعاملة السجناء - التي أعيدت تسميتها «قواعد مانديلا» - وهي مجموعة رئيسية من المعايير المستخدمة في إدارة السجون.
أصبحت PRI معروفة بشكل خاص لعملها في إفريقيا في التسعينيات و 2000، على سبيل المثال، المساعدة في إنشاء الخدمات الاستشارية شبه القانونية (PAS) في ملاوي، والتي أصبحت نموذجًا لتطوير الخدمات شبه القانونية في البلدان الأفريقية الأخرى، وإنشاء برنامج خدمة المجتمع في زمبابوي في عام 1992 استجابة لأزمة خطيرة من الاكتظاظ في سجونها. استمرت منظمة PRI في تطوير برامج خدمة المجتمع في كينيا وبوركينا فاسو، وتعمل اليوم في شرق إفريقيا مع خدمات المراقبة الوطنية لتطوير خدمة المجتمع.
عملت منظمة PRI أيضًا مع الحكومة الرواندية للتعامل مع العدد الهائل من حالات الإبادة الجماعية في أواخر التسعينيات وأوائل القرن الحادي والعشرين. وشمل ذلك تطوير ومراقبة عملية محكمة جاكاكا («المحكمة العشبية»).

## روابط خارجية
- الموقع الرسمي